# Liste des cathédrales du Portugal
Cet article recense les cathédrales du Portugal.

## Liste
- Sé Patriarcal Santa Maria Maior, à Lisbonne (catholique romaine)
- Sé Catedral, à Angra do Heroismo (catholique romaine)
- Sé Catedral São Domingos, à Aveiro (catholique romaine)
- Sé Catedral, à Beja (catholique romaine)
- Sé Catedral Santa Maria, à Braga (catholique romaine)
- Sé velha de Braga, à Bragance
- Nova Catedral Nossa Senhora Rainha, à Bragance (catholique romaine)
- Sé Concatedral São Miguel Arcanjo, à Castelo Branco (catholique romaine)
- Sé Nova do Santissimo Nome de Jesus, à Coimbra (catholique romaine)
- Sé Catedral Velha de Nossa Senhora da Assunção, à Coimbra (catholique romaine)
- Sé Catedral Nossa Senhora da Assunção, à Elvas (catholique romaine)
- Basilica Sé Catedral Nossa Senhora da Assunção, à Évora (catholique romaine)
- Sé Catedral, à Faro (catholique romaine)
- Sé Catedral Nossa Senhora da Assunção, à Funchal (catholique romaine)
- Sé Catedral, à Guarda (catholique romaine)
- Sé Catedral, à Lamego (catholique romaine)
- Sé Catedral Nossa Senhora da Conceição, à Leiria (catholique romaine)
- Igreja Concatedral Santa Maria, à Miranda do Douro (catholique romaine)
- Sé Catedral Nossa Senhora da Assunção, à Portalegre (catholique romaine)
- Sé Catedral Nossa Senhora da Assunção, à Porto (catholique romaine)
- Sé Catedral Nossa Senhora da Conceição, à Santarém (catholique romaine)
- Sé Catedral Santa Maria da Graça, à Setúbal (catholique romaine)
- Sé Catedral, à Silves (catholique romaine)
- Sé Catedral Santa Maria Maior, à Viana do Castelo (catholique romaine)
- Sé Catedral, à Vila Real (catholique romaine)
- Sé Catedral, à Viseu (catholique romaine)